# Ğazı I Giray
Ğazı I Giray (Ghazi I Giray, vers 1503-1524) fou kan de Crimea durant uns sis mesos entre 1523 i 1524.
Els generals (begs) va organitzar un complot contra el seu pare Mehmed I Giray al que van assassinar; llavors fou proclamat kan Ghazi I Giray (novembre de 1523). Va nomenar khalgay al seu germà Baba Giray. El sultà otomà Solimà I el Magnífic no el va voler reconèixer i es va posar d'acord amb el cap dels begs, Memish Beg. mirliwai de la tribu Shirin, que el va enderrocar i va posar al tron al seu oncle Saadet I Giray (abril de 1524). Ğazı I sense prou suports no es va poder oposar i va acceptar la proposta de Memish Beg de ser nomenat kalghay (príncep hereu) del seu oncle Saadet I el candidat otomà. Al cap de quatre mesos fou assassinat (agost de 1524) junt amb Baba Giray. No va arribar a encunyar moneda.